# Herbés
Herbés (en valenciano y oficialmente Herbers) es un municipio de la Comunidad Valenciana, España. Perteneciente a la provincia de Castellón, en la comarca de Los Puertos de Morella.

## Geografía
Está situado en el sector septentrional de la comarca, en el límite con la provincia de Teruel, en una zona montañosa. El clima es continental aunque templado.
Desde Castellón de la Plana se accede a esta localidad a través de la CV-151, tomando luego la CV-10 para acceder a la CV-132 y posteriormente se toma la CV-110.

## Historia
También llamada "Herbés Jussans" para diferenciarla de Herbeset o "Herbers Sobirans" (aldea de Morella situada 1.147 m. sobre el nivel del mar). Formaba parte del término general de Morella, siendo otorgada carta puebla por Blasco de Alagón en 1233. En época medieval fue señorío de la familia Cubells, pasando por matrimonio a los Valls y más tarde a los Ram de Viu. En 1691, Carlos II le concedió autonomía municipal como una villa independiente de Morella, fusionándose de nuevo con ella en el año 1926. En la década de 1970 recobró su independencia como municipio. Durante el siglo XIX fue una zona de control carlista durante bastante tiempo.

## Demografía
Herbés cuenta con una población de 69 habitantes (INE 2024).
| Gráfica de evolución demográfica de Herbés entre 1842 y 2021 |
| |
| Población de derecho según los censos de población del INE Población de hecho según los censos de población del INEEntre el censo de 1930 y el anterior, este municipio desaparece porque se integra en el municipio Morella. Entre el censo de 1960 y el anterior, aparece este municipio porque se segrega del municipio Morella. |

## Economía

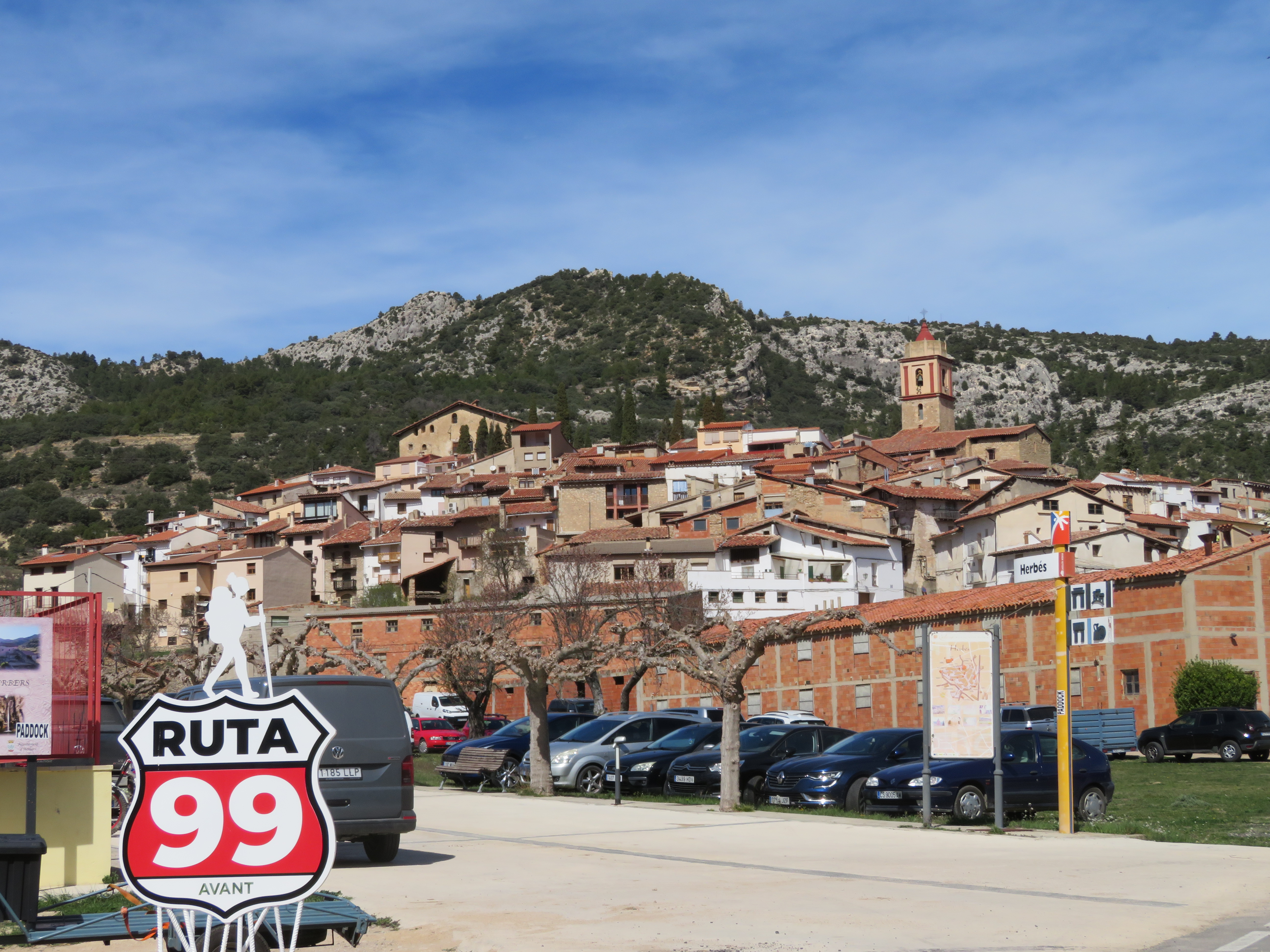
Municipio de Herbés (Castellón). Ruta 99.

En la antigüedad la principal fuente de ingresos fue la textil. En la actualidad la economía se basa en el turismo interior y la ganadería. 

## Monumentos

### Monumentos religiosos
- Ermita de la Virgen del Sargar (siglo XIII). Cercano a la población. Tiene aneja la casa del ermitaño y la Casa de la Cofradía.
- Iglesia parroquial. Dedicada a San Bartolomé.

### Monumentos civiles
- Ayuntamiento. Edificio de interés arquitectónico.
- Castillo de Herbés (siglo XIV). De estilo gótico.

## Lugares de interés
- Montaña de la Tossa. Con sus 1101 metros, es uno de los lugares más pintorescos de la zona.
- Ullals de Pitarch. Charcos de agua situados en la confluencia del barranco de Herbeset con el río de Castell de Cabres.

## Fiestas locales
- San Antonio Abad. Se celebra el 17 de enero con la tradicional hoguera (llamada 'Barraca').
- San Marcos. Romería a la Virgen del Sargar que se celebra el 25 de abril.
- La Tosa. Romería de "La Tosa" se celebra el 3 de mayo.
- San Bartolomé. Fiestas patronales del 23 de agosto al 27 de agosto.

## Gastronomía
De los platos típicos de la población destacan: Olla de Recapte, brazo de gitano, buñuelos con miel, casqueta, almendrats, cordero a la brasa, jamón y cecina.

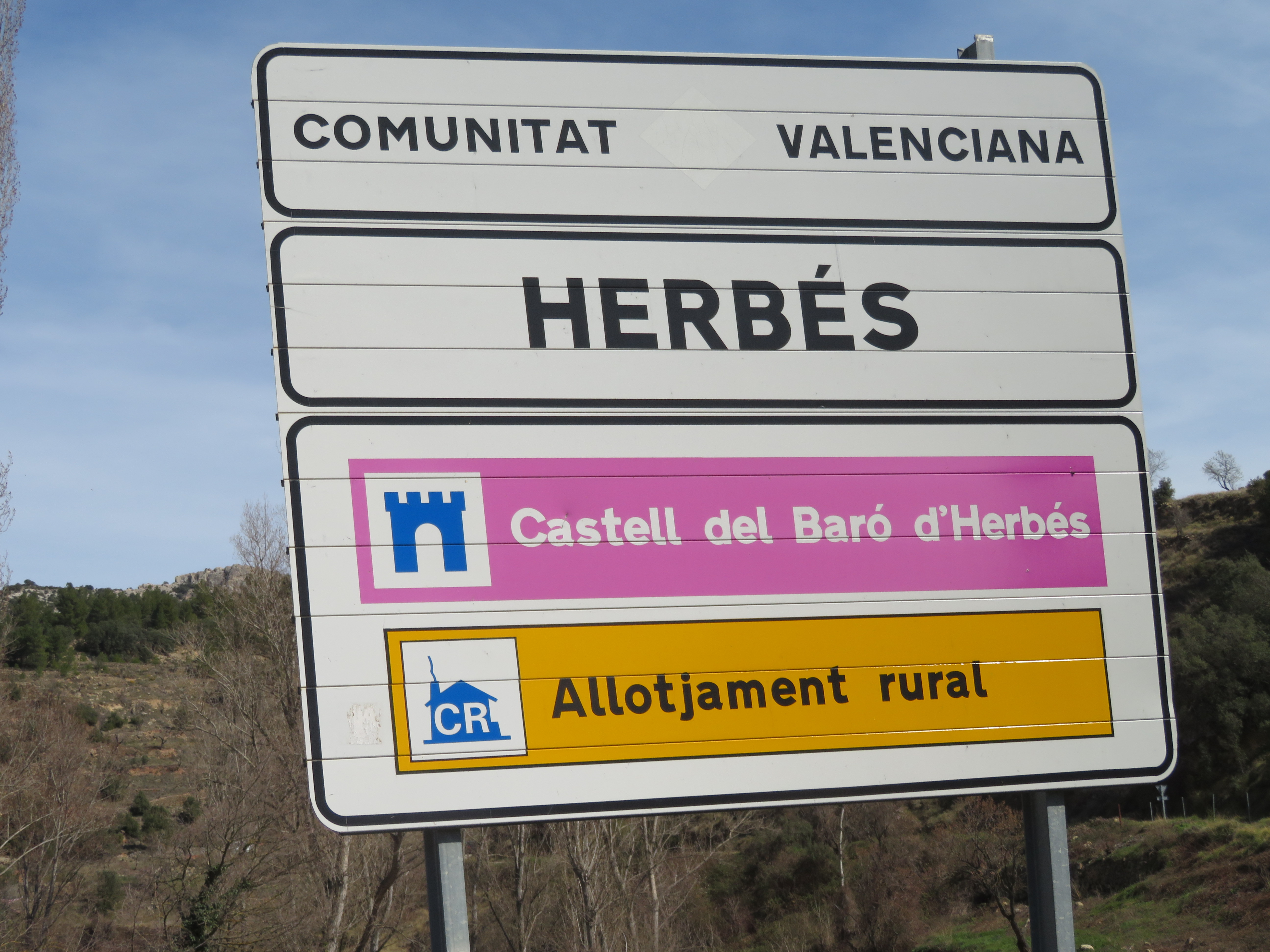
Herbés.

## Política
| Periodo   | Nombre                     | Partido      |
| --------- | -------------------------- | ------------ |
| 1979-1983 | Pascual Vilalta Gil        | UCD          |
| 1983-1987 | Pascual Vilalta Gil        | AP-PDP-UL-UV |
| 1987-1991 | Carlos Cuella Segura       | PSPV-PSOE    |
| 1991-1995 | Carlos Cuella Segura       | PSPV-PSOE    |
| 1995-1999 | José Luis Pallarés Pitarch | PP           |
| 1999-2003 | Senen Pallarés Figols      | PP           |
| 2003-2007 | José Pallarés Giner        | PP           |
| 2007-2011 | José Pallarés Giner        | PP           |
| 2011-2015 | José Pallarés Giner        | PP           |
| 2015-2019 | José Pallarés Giner        | PP           |
| 2019-2023 | Daniel Pallarés Llop       | AEH          |

### Evolución de la deuda viva
El concepto de deuda viva contempla solo las deudas con cajas y bancos relativas a créditos financieros, valores de renta fija y préstamos o créditos transferidos a terceros, excluyéndose, por tanto, la deuda comercial.
| Gráfica de evolución de la deuda viva del ayuntamiento entre 2008 y 2014                             |
| |
| Deuda viva del ayuntamiento en miles de Euros según datos del Ministerio de Hacienda y Ad. Públicas. |

La deuda viva municipal por habitante en 2014 ascendía a 0 €.